# João Paulo (futebolista)
João Paulo de Lima Filho, mais conhecido como João Paulo (São João de Meriti, 15 de junho de 1957), é um ex-futebolista brasileiro que atuava como ponta-esquerda.
Considerado "inteligente, hábil" e com passes e cruzamentos "precisos", tinha como uma de suas principais características tocar a bola para frente, para ganhar do marcador na velocidade.

## Carreira
João Paulo começou no Pavunense, time amador do Rio de Janeiro, passou pelo São Cristóvão em 1976, mas foi no Santos, para onde foi no ano seguinte, que estourou. Vestiu pela primeira vez a camisa do Peixe no dia 5 de junho de 1977, próximo de completar vinte anos. A estreia, diante do Botafogo de Ribeirão Preto, pelo Campeonato Paulista, terminou empatada por 1 a 1. Não se tornou titular imediatamente. Durante um tempo, ficou na reserva de Bozó. Em outubro de 1977, Otto Glória o promoveu a titular, e nunca mais perderia a posição. Ao lado de Juary, Nílton Batata e Pita, formou a geração que ficaria conhecida como "Meninos da Vila", que ganhou o Campeonato Paulista de 1978. Também conquistou o Torneio Vencedores da América, no Uruguai, e o Torneio Cidade de Pamplona, ambos no ano de 1983.
O sucesso rendeu a todos, menos Pita, convocações para a seleção brasileira, sendo a vez de João Paulo em 19 de agosto de 1979, sem, no entanto, entrar em campo. Ele voltaria a ser convocado no ano seguinte, atuando em um amistoso contra a seleção mineira em 1 de maio, mas depois só seria lembrado novamente durante a campanha do vice-campeonato santista no Brasileiro de 1983, quando ganhou uma chance do técnico Carlos Alberto Parreira em 22 de abril. Entrou no segundo tempo do amistoso contra o Chile no Maracanã, no dia 28, no lugar de Éder, e foi convocado mais uma vez em 20 de maio, para uma série de amistosos na Europa, e estreou como titular no terceiro jogo, contra a Suíça, em 17 de junho, como "teste", sendo substituído por Éder aos 23 minutos do segundo tempo. No jogo seguinte, cinco dias depois, contra a Suécia, novamente foi substituído, desta vez por Jorginho, no intervalo, mas não sem antes cobrar o escanteio que deu origem ao primeiro gol brasileiro, marcado de cabeça por Márcio Rossini. Sua última partida com a camisa da Seleção foi em 28 de julho, mais uma vez contra o Chile, após nova convocação seis dias antes, e pela única vez atuou durante os noventa minutos. Seria convocado uma última vez em 26 de agosto, durante a primeira fase da Copa América (que naquele tempo era disputada sem país-sede, o que permitia diversas convocações ao longo da competição), sem no entanto, entrar em campo, finalizando sua participação na seleção brasileira com quatro jogos oficiais, um não-oficial e nenhum gol marcado.
Após o Campeonato Paulista de 1983, foi para o Flamengo, onde atuou em apenas quarenta partidas e marcou quatro gols em 1984 até 19 de agosto, quando vestiu pela última vez a camisa rubro-negra, já no Campeonato Carioca.
De lá, foi para o Corinthians. Seu passado santista, com um futebol considerado "pouco voluntarioso", teoricamente não seria o ideal para o torcedor corintiano, mas acabou ficando mais de cinco anos no Parque São Jorge depois de sua estreia, em 19 de setembro. No total, defendeu o Corinthians em 259 jogos, marcando 36 gols.
Chegou ao Palmeiras para o Campeonato Paulista de 1990, mas, aos 32 anos, já não era mais o mesmo e disputou a maioria dos seus dezenove jogos pelo time na meia esquerda. Transferiu-se para o Yamaha, do Japão, naquele mesmo ano, voltando em 1991, para defender o São José. No ano seguinte, passou ainda pelo Grêmio Maringá antes de voltar, em abril, ao Santos, para a disputa do Campeonato Brasileiro de 1992. Antes de estrear, disse que a mudança para o meio de campo tinha sido um dos fatores para compensar a idade. "Com a experiência, aprende-se a jogar com a inteligência", disse, ao jornal O Estado de S. Paulo. "Há três anos que venho jogando na meia. Vou ser útil e titular do Santos por um bom tempo." Não foi. Sua despedida do Santos aconteceu em 9 de maio de 1992, na derrota santista diante do Cruzeiro por 2 a 1, na Vila Belmiro. Jogou pelo Peixe 412 partidas e é o quarto maior artilheiro na era pós-Pelé, com 103 gols. Ele encerraria a carreira naquele mesmo ano, no Náutico.
Foi supervisor das categorias de base do Santos, sendo demitido em janeiro de 2018.
Em 5 de setembro de 2016, deu entrada na Santa Casa de Misericórdia de Santos após sofrer um infarto. Passou por um cateterismo dois dias depois e recebeu alta no dia 8.

## Títulos
Santos
- Campeonato Paulista: 1978

Corinthians
- Campeonato Paulista: 1988[19]

Seleção Brasileira
- Torneio Internacional de Toulon: 1980